# Абдурашитов, Шамиль Рахимович
Абдурашитов, Шамиль Рахимович (род. 10 сентября 1933 года в Казани Татарской АССР) — известный энергетик, общественный деятель, публицист. 17 лет возглавлял Башкирэнерго (1971—1988). Внёс большой вклад в развитие башкирской энергетики, за время его руководства мощность энергосистемы повысилась более чем втрое. Депутат Совета Национальностей Верховного Совета СССР 10-11 созывов (1979—1988) от Башкирской АССР. Автор более 20 публицистических книг.

## Биография
Шамиль Рахимович Абдурашитов родился 10 сентября 1933 года в Казани в семье служащих. Жил и учился в Фергане. В 1956 окончил Средне-Азиатский политехнический институт в Ташкенте по специальности инженер-теплоэнергетик.
1956—1960 — старший инженер-наладчик в РЭУ «Ферганэнерго»;
1960—1965 — руководитель группы наладки, затем начальник производственно-технического отдела РЭУ «Башкирэнерго»;
1965—1968 — директор Стерлитамакской ТЭЦ;
1968—1971 — директор строящейся, затем введённой в эксплуатацию Кармановской ГРЭС;
1971—1988 — управляющий РЭУ «Башкирэнерго»;
1988—1992 — руководитель НПО «Ветроэн»;
1994—1998 — старший референт Совета директоров ОАО «Башкирэнерго»;
1995 — по настоящее время возглавляет созданный им Совет ветеранов ОАО «Башкирэнерго».

## Общественная деятельность
1978—1991 — член Башкирского обкома КПСС;
1979—1988 — депутат Верховного Совета СССР.

## Творческая деятельность
С 1978 года доцент Уфимского государственного авиационного технического университета. Имеет несколько патентов на изобретения. Автор нескольких изданных учебных пособий «Общая энергетика», более 20 публицистических книг.

## Награды и звания
Абдурашитов награждён орденами Октябрьской революции (1976), Трудового Красного Знамени (1971), Дружбы народов (1981), «Знак Почёта» (1985). Имеет звания «Почётный энергетик СССР» (1983), «Заслуженный энергетик БАССР» (1983).